# Den lilla flickan med svavelstickorna
Den lilla flickan med svavelstickorna, även Flickan med svavelstickorna (danska: Den lille Pige med Svovlstikkerne), är en saga av den danske författaren H.C. Andersen, utgiven 1845.

## Handling
Sagan handlar om en fattig flicka som på nyårsafton beger sig barfota ut i snön för att sälja svavelstickor (tändstickor). Men inte en enda ville köpa av henne eller ens ge den lilla flickan en slant.
Hon iakttog hur nyårsfirande pågick i husen, medan hon gick ute och frös. Hon vågade inte gå hem eftersom hon skulle få stryk då hon inte sålt en enda svavelsticka, så hon kröp upp i ett hörn mellan två hus.
För att värma sig tände hon svavelstickor och såg vackra syner i elden, syner av mat och värme och julgran och familjeliv, men de försvann lika fort när elden slocknade. Hon såg sin döda mormor och bad henne att ta henne med sig; hon satte fyr på alla svavelstickorna i sin iver att mormor inte skulle försvinna. Då tog mormor flickans hand och de flög mot himlen.
På morgonen hittades den lilla flickan död och ihjälfrusen, med röda kinder och ett leende på läpparna; alla tyckte det var tragiskt men ingen förstod vilken glädje hon upplevt precis före sin död.

## Filmatiseringar i urval
- 1902 – The Little Match Seller, kortfilm i regi av James Williamson
- 1928 – Flickan med svavelstickorna (La Petite Marchande d'Allumettes), en fyrtio minuter lång stumfilm i regi av Jean Renoir.[1]
- 1937 – The Little Match Girl, animerad kortfilm av Charles Mintz studio.
- 1954 – The Little Match Girl, kortfilm av Castle Films.
- 2003 – The Little Match Girl, animerad kortfilm av Junho Chung.
- 2006 – The Little Matchgirl, animerad kortfilm av Walt Disney Feature Animation. Kortfilmen skulle egentligen ingå som en sektion i Fantasia. Den ingår som extramaterial på Platinum Edition DVD:n av Den lilla sjöjungfrun, utgiven 2006.
- 2013 – Matches, kortfilm baserad på "Flickan med svavelstickorna".[2]